# Avoir 20 ans dans les Aurès
Avoir 20 ans dans les Aurès es una película del año 1972.

## Sinopsis
Un grupo de jóvenes bretones pacifistas es llevado a un campamento reservado a los insumisos. Acaban aceptando la creciente violencia con la que se les entrena y se convierten en auténticas máquinas de matar. En abril de 1961 son trasladados a los montes Aurès, en Argelia, donde se enfrentan con un grupo del Ejército de Liberación Nacional. En los combates, el batallón captura a un rebelde al que deberán ejecutar a la mañana siguiente. ¿Podrá la disciplina con sus convicciones más profundas?

## Premios
- Festival de Cannes 1972